# 75. østlige længdekreds
Den 75. østlige længdekreds (eller 75 grader østlig længde) er en længdekreds, der ligger 75 grader øst for nulmeridianen. Den løber gennem Ishavet, Asien, det Indiske Ocean, det Sydlige Ishav og Antarktis.